# Autofahrer- und Volksinteressenpartei
Die Autofahrer- und Volksinteressenpartei (Kurzbezeichnung: AViP) war eine deutsche Kleinpartei, die von 2011 bis 2016 bestand. Die Partei trat mit einer Landesliste zur Landtagswahl in Hessen 2013 an und kam dabei auf 2.453 Stimmen (0,1 %).
Programmatisch orientierte sich die AViP hauptsächlich an den Interessen der Autofahrer. Sie forderte zum Beispiel, dass „Autofahren preisgünstig sein muss“, insbesondere sollte die Mineralölsteuer gesenkt werden. Daneben war sie EU-skeptisch.